# Rexhep Meidani
Rexhep Meidani, född 17 augusti 1944 i Elbasan i Albanien, är en albansk politiker, som var Albaniens president 1997-2002. Han är utbildad fysiker.
Rexhep Meidani utexaminerades från naturvetenskapliga fakulteten vid universitet i Tirana. Han studerade även vid Kanas universitet i Frankrike. Meidani fick en anställning vid universitet i Tirana, där han, bland annat, utnämndes till dekanus. Under perioden före kommunismens fall publicerade han ett flertal studier.
Vid början av 1990-talet kom Meidani in i den albanska politiken. Han blev ordförande för den centrala valkommissionen vid flerpartisystemets införande. Han anslöt sig till Albaniens socialistparti 1996 och utsågs till dess generalsekreterare. År 1997 valdes han in i parlamentet och samma år blev han landets president. Han efterträddes av Alfred Moisiu och överlämnade partiledarposten till Edi Rama.